# Вест Харисон (Индијана)
Вест Харисон (енгл. West Harrison) град је у америчкој савезној држави Индијана.

## Демографија
По попису из 2010. године број становника је 289, што је 5 (1,8%) становника више него 2000. године.
| Група             | 2000.       | 2010.       |
| Белци             | 280 (98,6%) | 285 (98,6%) |
| Афроамериканци    | 0 (0,0%)    | 1 (0,3%)    |
| Азијати           | 0 (0,0%)    | 1 (0,3%)    |
| Хиспаноамериканци | 2 (0,7%)    | 1 (0,3%)    |
| Укупно            | 284         | 289         |